# 那木濟勒錯布丹
那木濟勒錯布丹（藏語：རྣམ་རྒྱལ་ཚེ་བརྟན་，威利转写：rnam rgyal tshe brtan；？—？），蒙古族，清代西藏拉萨人，清末西藏闲散扎萨克衔辅国公。

## 生平
那木濟勒錯布丹的父亲扎喜热布丹于光绪十一年（1885年）因患中风出缺。通过家属奏请，经光绪帝批准，光绪十三年七月十三日戊辰（1887年8月31日），那木济勒错布丹袭爵。1910年至1912年，那木濟勒錯布丹出任清朝资政院外藩王公世爵议员，作为西藏代表。

## 家庭
- 先祖：珠尔默特车布登，雍正八年封扎萨克一等台吉。雍正九年二月初七（庚子）晋封辅国公。乾隆十一年正月初七（甲戍）晋封镇国公。乾隆十四年十二月十八日被其弟弟珠尔默特那木扎勒杀害。[1][2]